# Crenadactylus naso
El gecko sin garras del norte (Crenadactylus naso) es una especie de gecko del género Crenadactylus, perteneciente a la familia Diplodactylidae. Fue descrita científicamente por Storr en 1978.

## Distribución
Se encuentra en Australia (noroeste de Kimberley hasta el nordeste del Territorio del Norte).